# 奧維德 (密西根州)
奧維德（英語：Ovid）是一個位於美國密西根州克林頓縣及夏厄沃西縣的城市。

## 人口
根據2020年美國人口普查的數據，奧維德的面積為2.70平方千米，當中陸地面積為2.62平方千米，而水域面積為0.08平方千米。當地共有人口1481人，而人口密度為每平方千米549人。